# لقاح المكورات السحائية
يشير لقاح المكورات السحائية إلى أي من اللقاحات المستخدمة لمنع العدوى بالنيسرية السحائية) المكورة السحائية).  يوجد إصدارات مختلفة فعالة ضد بعض أو كل الأنواع التالية من المكورات السحائية: A, C,   W-135, و  <. Yوتتراوح فعالية اللقاحات بين 85 و 100٪ لمدة عامين على الأقل. أنها تؤدي إلى انخفاض في التهاب السحايا والإنتان بين السكان حيث يتم استخدامها على نطاق واسع. يعطى إما عن طريق الحقن في العضلات أو تحت الجلد.[1]
توصي منظمة الصحة العالمية بضرورة تطعيم البلدان ذات المعدل المعتدل أو المرتفع أو مع التفشي المتكرر للأمراض بشكل روتيني. اما في  البلدان التي ينخفض فيها خطر الإصابة بالأمراض، يوصى بتطعيم المجموعات عالية الخطورة. في نطاق جهود  التهاب السحايا الأفريقية لتحصين جميع الأشخاص الذين تتراوح أعمارهم بين عام  وثلاثين  مع المكورات السحائية لا يزال لقاح متطور باستمرار. في كندا والولايات المتحدة، يوصى بالتلقيح ضد جميع الأنواع الأربعة للمكورات السحائية بشكل روتيني للمراهقين وغيرهم ممن هم في خطر كبير. المملكة العربية السعودية تتطلب التطعيم باللقاح رباعي التكافؤ للمسافرين الدوليين إلى مكة للحج.
لقاحات المكورات السحائية آمنة بشكل عام. بعض الناس يعانون من الألم والاحمرار في موقع الحقن. استخدامها آمن اثناء الحمل. تحدث تفاعلات الحساسية الشديدة في أقل من واحد في المليون جرعة.
أصبح أول لقاح للمكورات السحائية متاحًا في السبعينيات. وهو على قائمة الأدوية الأساسية لمنظمة الصحة العالمية، الأدوية الأكثر فعالية والأكثر أمان في النظام الصحي. تتراوح تكلفة الجملة في العالم النامي بين 3.23 دولار أمريكي و 10.77 دولار للجرعة في عام 2014. في الولايات المتحدة، يكلف 100-200 دولار للدورة.

## الأنواع
يحتوي النيسرية السحائية على 13 مجموعة مصلية هامة سريريًا، مصنفة وفقًا لهيكل مستضدي لمحفظة  متعدد السكريات. هناك ست مجموعات مصلية، A ، B ، C ، Y ، W-135، و X ، مسؤولة عن جميع حالات المرض تقريباً في البشر.

### رباعي التكافؤ: (الزمرة المصلية A, C, W-135, and Y)
يوجد حاليًا ثلاثة لقاحات متوفرة في الولايات المتحدة للوقاية من داء المكوّرات السحائية، وجميعها رباعي التكافؤ في الطبيعة، والتي تستهدف المجموعات المصلية A و C و W-135 و Y .
- اثنين من اللقاحات المترافقة  (MCV-4), (ميناكترا و  مينفيو).
- واحد من اللقاحات عديد السكارايد، (MPSV-4)  (مينوميون) من إنتاج شركة سانوفي باستور.

تستخدم الـمينسيفاكس (شركة جلاكسو سميث كلاين (و  NmVac4-A/C/Y/W-135 (شركة  JN الطبية الدولية) في جميع انحاء العالم، ولكن لم يتم ترخيصها في الولايات المتحدة.
(نيمينريكس)(جلاكسو سميث كلاين)هو لقاح جديد رباعي التكافؤ جديد ضد المجموعات المصلية (A ، C ، W-135  و Y) متوفر حاليا في بلدان الاتحاد الأوروبي وبعض البلدان الإضافية.
أول لقاح مرافق للمكورات السحائية (MCV-4)، ميناكترا، تم ترخيصه في الولايات المتحدة في عام 2005 من قبل شركة سانوفي باستور؛ تم ترخيص مينفيو في عام 2010 من قبل شركة نوفارتس وتمت الموافقة على كل من لقاح MCV-4 من قبل إدارة الغذاء والدواء (FDA) للناس من عمر 2 إلى 55 سنة.
حصلت ميناكترا على موافقة إدارة الغذاء والدواء الأمريكية لاستخدامها للأطفال في عمر 9 أشهر في أبريل 2011  ، في حين حصلت مينفيو على موافقة إدارة الغذاء والدواء للاستخدام في الأطفال في عمر شهرين في أغسطس 2013. لم تقدم مراكز السيطرة على الأمراض والوقاية منها توصيات ضد استخدامها في الأطفال أقل من سنتين.
يتوفر لقاح متعدد السكاريد (MPSV-4)، مينوميون، منذ السبعينات. ويمكن استخدامه إذا لم يكن MCV-4 متاحًا، وهو لقاح المكورات السحائية الوحيد المرخص للأشخاص الذين تزيد أعمارهم عن 55 عامًا. تتوفر معلومات عن من يجب أن يتلقى لقاح المكورات السحائية من مركز السيطرة على الأمراض.

#### المحددات
مدة الحصانة بوساطة (MPSV-4)، مينوميون،  هي ثلاث سنوات أو أقل في الأطفال دون سن الخامسة لأنها لا تولد خلايا الذاكرة التائية. إن محاولة التغلب على هذه المشكلة عن طريق التطعيم المتكرر يؤدي إلى انخفاض استجابة الجسم المضاد، وليس زيادة استجابته، لذلك لا ينصح باستخدام هذا اللقاح. كما هو الحال مع جميع لقاحات عديد السكاريد، فإن مينوميون لا ينتج مناعة من الغشاء المخاطي، لذلك يمكن للناس أن يصبحوا مستعمرين مع السلالات الخبيثة من المكورات السحائية، ولا يمكن أن تتطور مناعة الاشخاص. ولهذا السبب، تعد مينوميون مناسبة للمسافرين الذين يحتاجون إلى حماية قصيرة المدى، ولكن ليس للبرامج الوطنية للوقاية من الصحة العامة.
تحتوي كل من مينفيو وميناكترا على المستضدات نفسها مثل مينوميون، ولكن المستضدات مترافقة مع مركب  diphtheria toxoid polysaccharide–protein complex  ، مما يؤدي إلى زيادة مدة الحماية المتوقعة، وزيادة المناعة مع اللقاحات الداعمة، ومناعة الاشخاص  الفعالة.

#### =قدرة التحمل
وجدت دراسة نشرت في مارس 2006 مقارنة بين نوعين من اللقاحات أن 76 ٪ من الأفراد لا يزال لديهم حماية سلبية بعد ثلاث سنوات من تلقيMCV-4 (63% وقاية مقارنة مع الضوابط)، ولكن 49 ٪ فقط لديهم حماية سلبية بعد تلقي MPSV-4  (31٪ واقية مقارنة مع الضوابط). اعتبارا من عام 2010، لا يزال هناك أدلة محدودة على أن أي من اللقاحات المترافقة الحالية توفر حماية مستمرة لما بعد ثلاث سنوات؛ الدراسات الجارية لتحديد المدة الفعلية للحصانة، والاحتياج اللاحق للتطعيم المعزز. يقدم مركز السيطرة على الأمراض توصيات بخصوص من يشعرون أنه يجب أن يحصلوا على لقاحات معززة.

### ثنائية التكافؤ (الزمرة المصلية  C و Y)
في 14 يونيو 2012، وافقت إدارة الغذاء والدواء على مجموعة جديدة من اللقاح ضد نوعين من مرض المكورات السحائية ومرضHib (المستديمة النزلية) للرضع والأطفال من 6 أسابيع إلى 18 شهرا من العمر. إن اللقاح، منهيبريكس، سيمنع المرض الذي تسببه النيسرية السحائية المصلية C و Y والمستدمية النزلية من النوع ب. وهو أول لقاح للمكورات السحائية يمكن إعطاءه للرضع في عمر لا يتجاوز ستة أسابيع.

### الزمرة المصلية A
وقد تم تطوير لقاح يسمى مينافريفاك من خلال برنامج يسمى مشروع لقاح التهاب السحايا ولديه القدرة على منع تفشي التهاب السحايا من المجموعة A ، وهو أمر شائع في أفريقيا جنوب الصحراء الكبرى.

### الزمرة المصلية B
أثبتت اللقاحات المضادة لمرض المكورات السحائية من النمط B صعوبة في إنتاجها، وتتطلب مقاربة مختلفة من اللقاحات ضد الأنماط المصلية الأخرى. في حين تم إنتاج لقاحات عديد السكاريد الفعالة ضد الأنواع A و C و W-135 و Y ، ومحفظة عديد السكاريد على نوع البكتيريا B تشبه إلى حد كبير جزيئات الاعصاب البشرية الملتصقة لتكون هدفا مفيدا.
وقد تم إنتاج عدد من اللقاحات «الزمرة المصلية  B». وعلى نحو ادق، هذه ليست لقاحات «المصل B»، لأنها لا تهدف إلى إنتاج الأجسام المضادة لمجموعة مولد الضد B : سيكون أكثر دقة لوصفها على أنها لقاحات المصل المستقل، لأنها تستخدم مستضدات مختلفة من الكائن الحي.
في الواقع، إن بعض المستضدات شائعة بين أنواع النيسرية المختلفة.
تم تطوير لقاح للمجموعة الثانية B في كوبا استجابة لتفشي التهاب السحايا B الكبير خلال الثمانينيات. أثبت لقاح VA-MENGOC-BC أنه آمن وفعال في دراسات عشوائية مزدوجة التعمية،  ولكن تم منحه ترخيصًا فقط لأغراض البحث في الولايات المتحدة  نظرًا لأن الاختلافات السياسية حدت من التعاون بين البلدين.
بسبب انتشار مرتفع مماثل لالتهاب السحايا النمط المصلي B في النرويج بين عامي 1975 و 1985، طورت السلطات الصحية النرويجية لقاحًا تم تصميمه خصيصًا للأطفال والشباب المراهقين النرويجيين. وقد توقفت التجارب السريرية بعد أن ظهر أن اللقاح يغطي أكثر بقليل من 50٪ من جميع الحالات. وعلاوة على ذلك، قُدمت دعاوى بالتعويض عن الأضرار ضد دولة النرويج من أشخاص تأثروا بردود فعل سلبية خطيرة. وتم بعد ذلك نقل المعلومات التي حصلت عليها السلطات الصحية خلال تطوير اللقاحات إلى شيرون (الآن جلاكسو سميثكلاين (، الذي طور لقاح مماثل، MeNZB ، لنيوزيلندا.
تمت الموافقة على استخدام لقاح MenB للاستخدام في أوروبا في يناير 2013. بعد توصية إيجابية من لجنة الاتحاد الأوروبي للمنتجات الطبية للاستخدام البشري، حصلت بيكسيرو، التي تنتجها شركة نوفارتس، على ترخيص من المفوضية الأوروبية. ومع ذلك، لا يزال النشر في الدول الأعضاء في الاتحاد الأوروبي يعتمد على قرارات الحكومات الوطنية.
في يوليو / تموز 2013، أصدرت اللجنة المشتركة بين المملكة المتحدة للتطعيم والتحصين (JCVI) بيان موقف مؤقت يوصي بعدم اعتماد بيكسيرو كجزء من برنامج التمنيع الروتيني للمكورات السحائية، على أساس فعالية التكلفة.
 تمت إعادة هذا القرار لصالح تطعيم بيكسيرو في مارس 2014. في مارس 2015، أعلنت حكومة المملكة المتحدة أنها توصلت إلى اتفاق مع شركة جلاكسو سميث كلاين التي استحوذت على نشاط اللقاحات لشركة نوفارتيس، وأن بيكسيرو سيتم إدخاله في جدول التمنيع الروتيني في المملكة المتحدة في وقت لاحق من عام 2015.
في نوفمبر / تشرين الثاني 2013، رداً على تفشي الالتهاب السحائي النمط المصلي B في حرم جامعة برينستون، قال رئيس قسم مراكز السيطرة على الأمراض والتهاب السحايا والأمراض التي يمكن الوقاية منها على اللقاحات لـ NBC News إنهم قد سمحوا باستيراد بيكسيرو للطوارئ لوقف تفشي المرض. تمت الموافقة على بيكسيرو في وقت لاحق من قبل FDA في فبراير 2015.
في تشرين الأول / أكتوبر 2014، وافقت إدارة الغذاء والدواء  FDA على ترومينبا، وهو لقاح مصل B من إنتاج شركة فايزر.

### زمرة مصلية X
تم الإبلاغ عن حدوث زمرة مصلية X في أمريكا الشمالية وأوروبا وأستراليا وغرب إفريقيا. لقاح التهاب السحايا السحائي الحالي غير معروف للحماية ضد زمرة مصلية X . مرض السحايا.

## الآثار جانبية
وتشمل الآثار الجانبية الشائعة الألم والاحمرار حول موقع الحقن (تصل إلى 50 ٪ من المتلقين). نسبة صغيرة من الناس يعانون من حمى خفيفة. كما هو الحال مع أي دواء، فإن نسبة صغيرة من الناس تتطور لديهم حساسية شديدة. في عام 2016، حذرت وزارة الصحة الكندية من زيادة خطر الإصابة بفقر الدم أو انحلال الدم في الأشخاص الذين عولجوا بـ إيكوليزوماب (سولاريس). كان الخطر الأكبر هو عندما "تلقَّى الأفراد جرعة من" سولاريس "في غضون أسبوعين بعد تطعيمهم بـ بيكسيرو.
على الرغم من المخاوف الأولية بشأن متلازمة غيان-باريه، إلا أن الدراسات اللاحقة في عام 2012 لم تظهر أي زيادة في خطر الإصابة بـ GBS بعد التطعيم المكورات السحائية.

## الروابط الخارجية
- Meningococcal+Vaccines في المكتبة الوطنية الأمريكية للطب نظام فهرسة المواضيع الطبية (MeSH).